# Nodul septarian

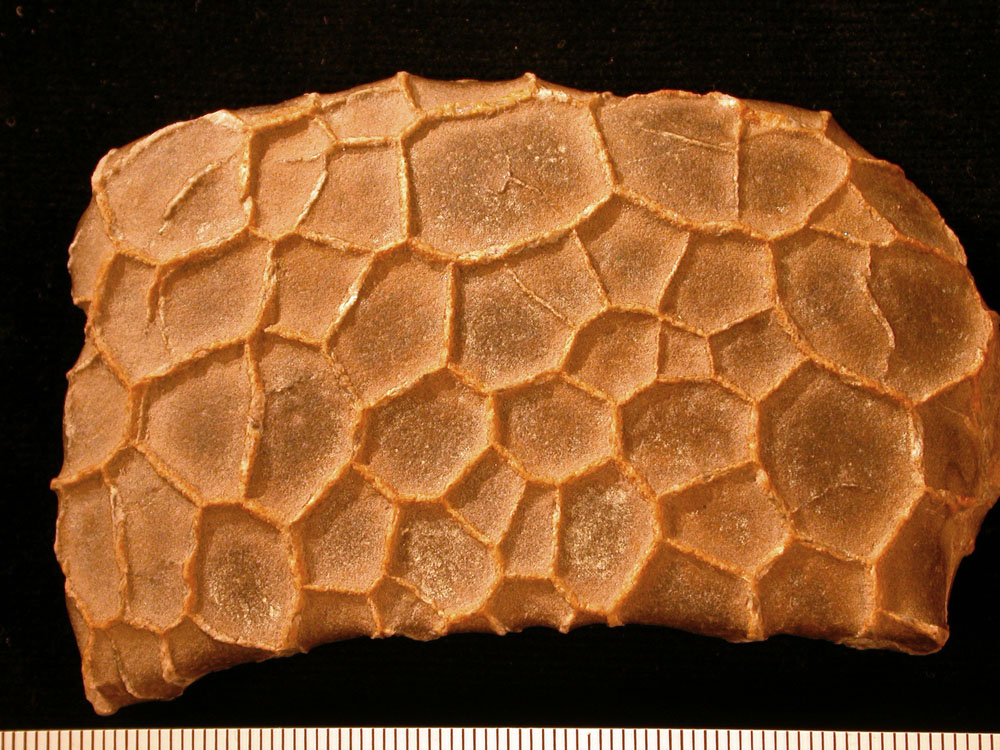
Concrețiune cu septarii umplute cu calcit.
Scala gradată în mm

Nodulul septarian este o formație o concrețiune, alcătuită din septarii (crăpături umplute cu aragonit, calcit, celestină sau vaterit). Nodulii au, de regulă, dimensiuni 1-10 cm.
Nodulele septariane se prezintă sub diverse forme și dimensiuni. Ele s-au format cu milioane de ani în urmă, în argilă uscată, la care crăpăturile au început să se umple, în special cu calcit. În timp, argila, mai moale se erodează iar calcitul, care este mai dur, rămâne ca o rețea de vene.